# Arne Feick
Arne Feick (Berlín, Alemania, 1 de abril de 1988) es un exfutbolista alemán. Jugaba de defensa y su último club fue el Würzburger Kickers de la 2. Bundesliga de su país.

## Trayectoria
Realizó las divisiones formativas hasta sus 14 años en los clubes SV Mühlenbeck 47 y SC Oberhavel Velten. En 2002 se sumó a las categorías inferiores del Energie Cottbus, llegando posteriormente a formar parte de los planteles sub-17 y sub-19. Debutó en el equipo de reserva el 11 de febrero de 2006 en el empate 2-2 ante Budissa Bautzen, por la 17.ª fecha de la NOFV-Oberliga Süd.
El 11 de noviembre de 2006, marcó su primer gol en el encuentro en el que Energie Cottbus II venció a Dresden-Nord por 3-2, por el campeonato 2006-07. Días más tarde, el 26 de noviembre, debutó con el primer equipo del club, en la derrota 1-3 ante Bayer Leverkusen por la fecha 14 de la 1. Bundesliga, ingresando a falta de cinco minutos en lugar de Daniel Ziebig. Sólo volvió a jugar un partido más con el plantel profesional —justamente en la jornada posterior, y como titular, frente a Hannover 96— antes de volver al segundo equipo, con el que consiguió el ascenso a la Regionalliga Nord gracias al título obtenido en la NOFV-Oberliga Süd esa misma temporada.
Feick afrontó 26 encuentros durante la Regionalliga Nord 2007-08, convirtiendo el gol de la apertura del marcador en la victoria 3-2 sobre Eintracht Brunswick. Al finalizar la temporada, fue vendido al Erzgebirge Aue.
Completó su mejor rendimiento desde lo estadístico durante su estadía en el club violeta, que por ese entonces disputaba la 3. Liga. Feick pasó a desempeñarse regularmente como volante y disputó 33 de los 38 encuentros del campeonato 2008-09, todos como titular, convirtiendo 10 goles y registrando 3 asistencias. El 2 de agosto de 2008, en su segunda presentación en el equipo, marcó su primer doblete a Carl Zeiss Jena: a pesar del 2-0 parcial a su favor, el rival logró remontar y llevarse un triunfo por 2-3. Seis días después, el 8 de agosto, jugó su primer partido por Copa de Alemania, en la primera ronda ante St. Pauli, que acabó con victoria de Erzgebirge Aue por penales.
A mediados de 2009 fue transferido al Arminia Bielefeld, de la 2. Bundesliga, con el que afrontó 50 partidos de liga y 3 de Copa de Alemania entre las temporadas 2009-10 y 2010-11. Su paso por el club se vio opacado por varias lesiones, llegando a sufrir daños en los meniscos y desgarros de ligamentos durante el transcurso del año 2010, hasta padeciendo una fractura en la nariz que lo acabaría marginando de los terrenos a finales del campeonato 2010-11.
En julio de 2011 se hizo efectivo su pase a 1860 Múnich, que también militaba en la segunda categoría. El 26 de noviembre de 2011 sufrió la rotura de ligamento lateral externo en el encuentro de la 16.ª jornada de la 2. Bundesliga 2011-12 ante el Eintracht Fráncfort. A partir de la lesión, Feick pasó a ser relevo frecuente del equipo, con poca participación en el plantel profesional. Alcanzó a jugar 7 encuentros con el equipo reserva, que afrontaba la Regionalliga Bayern durante la temporada 2012-13, convirtiéndole un gol al Seligenporten en un triunfo por goleada 6-1.
En septiembre de 2013 regresó al Arminia Bielefeld. Logró consolidarse como titular del equipo, que acabó descendiendo a la 3. Liga al final de la 2. Bundesliga 2013-14, al perder los play-offs de ascenso y descenso ante el Darmstadt 98. A mediados de 2014 pasó al VfR Aalen, con el que también sufrió el descenso a la tercera categoría en la temporada 2014-15.
En 2015 se sumó al Heidenheim 1846 de la 2. Bundesliga. Feick se afianzó como titular desde su primera temporada en el equipo. Convirtió dos goles por la Copa de Alemania 2015-16, uno en octavos de final ante el Erzgebirge Aue, su exclub, y el otro en cuartos de final frente al Hertha Berlín, instancia en la que Heidenheim quedó eliminado. Desde su llegada al club, ha padecido constantes lesiones en el tobillo, siendo la más gravitante la sufrida en la 3.ª fecha de la temporada 2018-19 ante el Dinamo Dresde, que acabó con una doble rotura de ligamento y que lo marginó de las canchas por casi dos meses.
Tras haber finalizado su contrato, el 11 de agosto de 2020 firmó por un año con el Würzburger Kickers.

## Selección nacional
Feick ha representado a Alemania en varias categorías inferiores. Su debut se dio en un amistoso con la selección sub-18 ante Francia, que acabó con derrota del cuadro germano 1-3.
En septiembre de 2006 fue llamado a la sub-19, con la que disputó dos amistosos ante Austria y Gales, ambos con victorias germanas. Al mes siguiente, fue incluido en la convocatoria para afrontar las clasificatorias al Campeonato Europeo 2007, siendo titular en los seis partidos de la eliminatoria. En julio de 2007, fue llamado nuevamente para afrontar la fase final, que se llevó a cabo en Austria. Alemania fue semifinalista de aquella edición. Jugó en total 17 partidos con la selección sub-19, la mayoría de ellos como titular, llegando a compartir plantilla con futbolistas que posteriormente se consagraron con la selección mayor, como Mesut Özil, Jérôme Boateng y Benedikt Höwedes.
Debutó en la sub-20 en un amistoso ante Austria que finalizó empatado 1-1, el 6 de febrero de 2008, siendo el autor del gol de su seleccionado.

### Participaciones en Campeonatos Europeos de la UEFA Sub-19

#### Fases clasificatorias
| Clasificatorias              | Resultado   | Partidos | Goles |
| ---------------------------- | ----------- | -------- | ----- |
| Clasificatorias Austria 2007 | Clasificado | 6        | 0     |

#### Fases finales
| Edición                            | Sede    | Resultado     |
| ---------------------------------- | ------- | ------------- |
| Campeonato Europeo de la UEFA 2007 | Austria | Semifinalista |

## Estadísticas

### Clubes
| Club                     | País     | Año       |
| ------------------------ | -------- | --------- |
| Energie Cottbus II       | Alemania | 2006      |
| Energie Cottbus          | Alemania | 2006-2008 |
| F. C. Erzgebirge Aue     | Alemania | 2008-2009 |
| Arminia Bielefeld        | Alemania | 2009-2011 |
| TSV 1860 Múnich          | Alemania | 2011-2013 |
| Arminia Bielefeld        | Alemania | 2013-2014 |
| VfR Aalen                | Alemania | 2014-2015 |
| 1. F. C. Heidenheim 1846 | Alemania | 2015-2020 |
| Würzburger Kickers       | Alemania | 2020-2022 |

| Club | Div.                | Temporada           | Liga | Liga | Liga | Copas nacionales(1) | Copas nacionales(1) | Copas nacionales(1) | Torneos internacionales(2) | Torneos internacionales(2) | Torneos internacionales(2) | Total(3) | Total(3) | Total(3) |
| Club | Div.                | Temporada           | PJ   | G    | A    | PJ                  | G                   | A                   | PJ                         | G                          | A                          | PJ       | G        | A        |
| --- | ------------------- | ------------------- | ---- | ---- | ---- | ------------------- | ------------------- | ------------------- | -------------------------- | -------------------------- | -------------------------- | -------- | -------- | -------- |
| Energie Cottbus II · Alemania | 4.ª                 | 2005-06             | 14   | 0    | 0    | —                   | —                   | —                   | —                          | —                          | —                          | 14       | 0        | 0        |
| Energie Cottbus II · Alemania | 4.ª                 | 2006-07             | 19   | 1    | 1    | —                   | —                   | —                   | —                          | —                          | —                          | 19       | 1        | 1        |
| Energie Cottbus II · Alemania | 3.ª                 | 2007-08             | 26   | 1    | 1    | —                   | —                   | —                   | —                          | —                          | —                          | 26       | 1        | 1        |
| Energie Cottbus II · Alemania | Total               | Total               | 59   | 2    | 2    | —                   | —                   | —                   | —                          | —                          | —                          | 59       | 2        | 2        |
| Energie Cottbus · Alemania | 1.ª                 | 2006-07             | 2    | 0    | 0    | —                   | —                   | —                   | —                          | —                          | —                          | 2        | 0        | 0        |
| Energie Cottbus · Alemania | Total               | Total               | 2    | 0    | 0    | —                   | —                   | —                   | —                          | —                          | —                          | 2        | 0        | 0        |
| Erzgebirge Aue · Alemania | 3.ª                 | 2008-09             | 33   | 10   | 3    | 2                   | 0                   | 0                   | —                          | —                          | —                          | 35       | 10       | 3        |
| Erzgebirge Aue · Alemania | Total               | Total               | 33   | 10   | 3    | 2                   | 0                   | 0                   | —                          | —                          | —                          | 35       | 10       | 3        |
| Arminia Bielefeld · Alemania | 2.ª                 | 2009-10             | 27   | 1    | 2    | 2                   | 0                   | 2                   | —                          | —                          | —                          | 29       | 1        | 4        |
| Arminia Bielefeld · Alemania | 2.ª                 | 2010-11             | 23   | 1    | 4    | 1                   | 0                   | 0                   | —                          | —                          | —                          | 24       | 1        | 4        |
| Arminia Bielefeld · Alemania | Total               | Total               | 50   | 2    | 6    | 3                   | 0                   | 2                   | —                          | —                          | —                          | 55       | 2        | 8        |
| 1860 Múnich · Alemania | 2.ª                 | 2011-12             | 20   | 0    | 0    | 2                   | 0                   | 0                   | —                          | —                          | —                          | 22       | 0        | 0        |
| 1860 Múnich · Alemania | 2.ª                 | 2012-13             | 9    | 0    | 0    | 1                   | 0                   | 0                   | —                          | —                          | —                          | 10       | 0        | 0        |
| 1860 Múnich · Alemania | Total               | Total               | 29   | 0    | 0    | 3                   | 0                   | 0                   | —                          | —                          | —                          | 32       | 0        | 0        |
| 1860 Múnich II · Alemania | 4.ª                 | 2012-13             | 7    | 1    | 0    | —                   | —                   | —                   | —                          | —                          | —                          | 7        | 1        | 0        |
| 1860 Múnich II · Alemania | Total               | Total               | 7    | 1    | 0    | —                   | —                   | —                   | —                          | —                          | —                          | 7        | 1        | 0        |
| Arminia Bielefeld · Alemania | 2.ª                 | 2013-14             | 26   | 0    | 2    | 1                   | 0                   | 0                   | —                          | —                          | —                          | 27       | 0        | 2        |
| Arminia Bielefeld · Alemania | Total               | Total               | 26   | 0    | 2    | 1                   | 0                   | 0                   | —                          | —                          | —                          | 27       | 0        | 2        |
| Aalen · Alemania | 2.ª                 | 2014-15             | 30   | 1    | 1    | 3                   | 0                   | 0                   | —                          | —                          | —                          | 33       | 1        | 1        |
| Aalen · Alemania | Total               | Total               | 30   | 1    | 1    | 3                   | 0                   | 0                   | —                          | —                          | —                          | 33       | 1        | 1        |
| Heidenheim 1846 · Alemania | 2.ª                 | 2015-16             | 33   | 3    | 7    | 4                   | 2                   | 0                   | —                          | —                          | —                          | 37       | 5        | 7        |
| Heidenheim 1846 · Alemania | 2.ª                 | 2016-17             | 32   | 3    | 2    | 2                   | 0                   | 0                   | —                          | —                          | —                          | 34       | 3        | 2        |
| Heidenheim 1846 · Alemania | 2.ª                 | 2017-18             | 29   | 2    | 4    | 2                   | 0                   | 0                   | —                          | —                          | —                          | 31       | 2        | 4        |
| Heidenheim 1846 · Alemania | 2.ª                 | 2018-19             | 16   | 2    | 0    | 4                   | 0                   | 2                   | —                          | —                          | —                          | 20       | 2        | 2        |
| Heidenheim 1846 · Alemania | 2.ª                 | 2019-20             | 5    | 0    | 0    | 0                   | 0                   | 0                   | —                          | —                          | —                          | 5        | 0        | 0        |
| Heidenheim 1846 · Alemania | Total               | Total               | 115  | 10   | 13   | 12                  | 2                   | 2                   | 0                          | 0                          | 0                          | 127      | 12       | 15       |
| Total en su carrera | Total en su carrera | Total en su carrera | 351  | 26   | 27   | 24                  | 2                   | 4                   | 0                          | 0                          | 0                          | 375      | 28       | 31       |
| (1) Incluye datos de la Copa de Alemania. (2) Incluye datos de la Liga de Campeones y la Liga Europa. (3) No incluye goles en partidos amistosos. |                     |                     |      |      |      |                     |                     |                     |                            |                            |                            |          |          |          |

## Palmarés

### Campeonatos nacionales
| Título            | Club               | País     | Año     |
| ----------------- | ------------------ | -------- | ------- |
| NOFV-Oberliga Süd | Energie Cottbus II | Alemania | 2006-07 |